# Kraftwerk Wildegg-Brugg
Das Kraftwerk Wildegg-Brugg ist ein Niederdruck-Laufwasserkraftwerk an der Aare. Das Ausleitungskraftwerk befindet sich im Kanton Aargau in der Schweiz. Sein Konzessionsgebiet reicht von Möriken-Wildegg bis Brugg. Die Anlage wurde 1953 in Betrieb genommen und ist das leistungsfähigste Kraftwerk an der Aare.

## Geschichte
Die Konzession für das Kraftwerk wurde 1917 an ein Konsortium bestehend aus dem Bauunternehmen Locher & Cie, der Zementfabrik Zurlinden und der Motor AG für elektrische Unternehmungen erteilt. Der Bau des Kraftwerks wurde in den Krisen- und Kriegsjahren nicht begonnen. Nachdem die Konzession mehrere Handänderungen durchlaufen hatte, wurde sie 1948 der NOK übertragen, welche umgehend mit dem Bau des Kraftwerks begann. Die zusätzliche Energie wurde von der NOK dringend benötigt, denn der Stromverbrauch war seit 1942 grösser als die Produktion in den eigenen Werken, sodass Energie von externen Netzen bezogen werden musste.
Erste Rodungsarbeiten fanden im Winter 1948/49 stand, die eigentlichen Bauarbeiten begannen im Mai 1949. Ingenieur war Emil Schubiger. Im Dezember 1952 ging die erste Maschine, im Mai 1953 die zweite Maschine ans Netz.  Die Baukosten betrugen 86,7 Mio. SFr., was einem Geldwert von 380 Mio. SFr. im Jahre 2020 entspricht.

### Baubahn
Während des Kraftwerksbaus war neben anderem schweren Gerät eine Baubahn im Einsatz. Ihre Aufgabe war Aushub aus dem Unterwasserkanal zu den Dämmen im Gebiet des Aufstaus zu befördern, sowie Bruchsteine aus dem Steinbruch Auenstein auf die Baustelle zu befördern. Das Gleisnetz hatte eine Spurweite von 75 cm und war zeitweise 22 km lang. Auf der Strecke vom Unterwasserkanal zum Staugebiet waren Elektrolokomotiven im Einsatz, die mit 500 V Gleichspannung betrieben wurden, ansonsten kamen Dampf- und Diesellokomotiven zum Einsatz.

## Technik

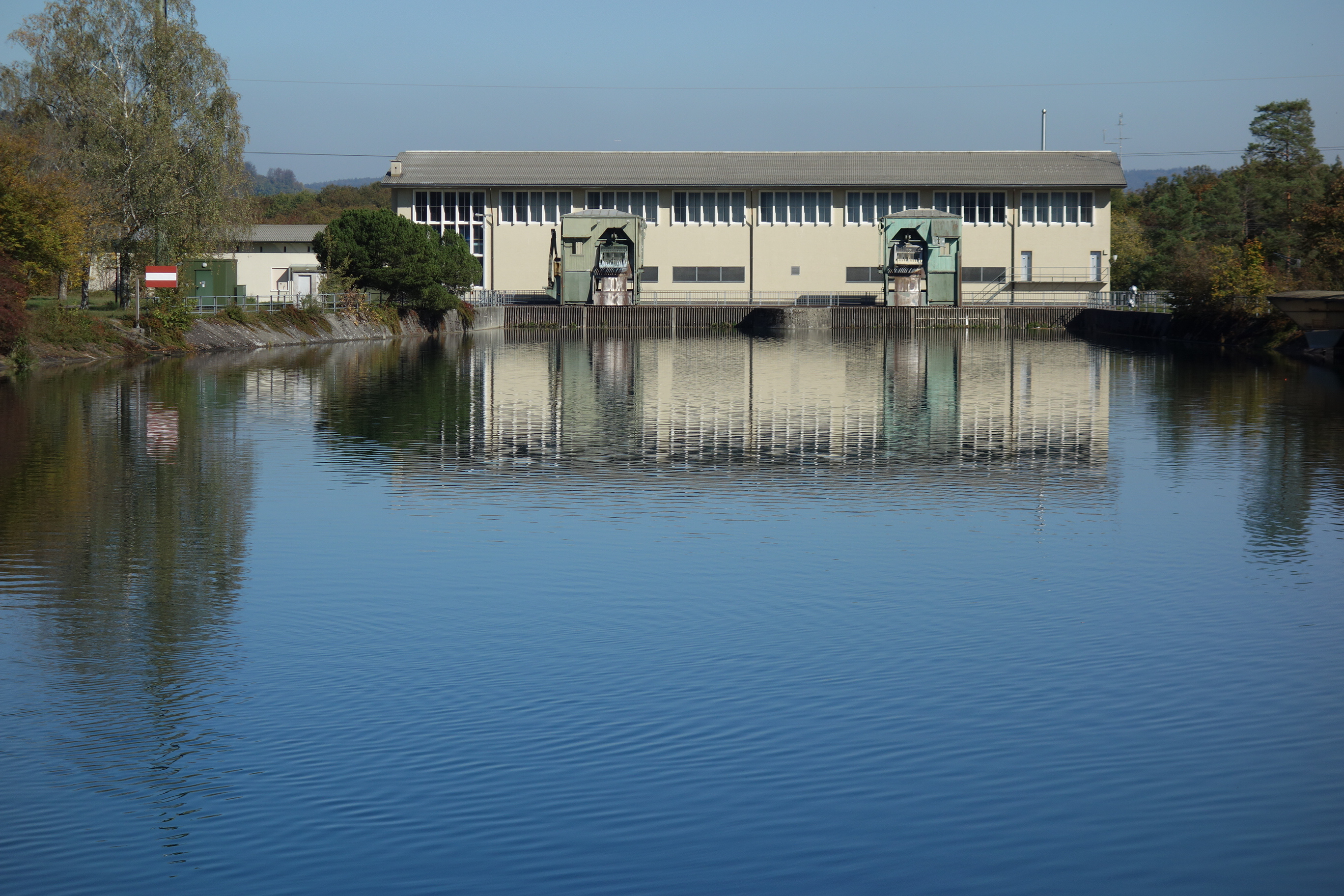
Kraftwerkgebäude

Die obere Konzessionsgrenze des Kraftwerks liegt bei Wildegg, wo sich oberhalb das Konzessionsgebiet des Kraftwerks Rupperswil-Auenstein befindet. Die untere Grenze liegt 9,35 km flussabwärts bei der Eisenbahnbrücke von Brugg. Das Maschinenhaus liegt ungefähr auf halber Strecke des 4,5 km langen Kraftwerkkanals. Das Hauptwehr▼ befindet sich auf der Höhe von Schinznach-Bad und staut zusammen mit dem Maschinenhaus die Aare zum Stausee Holderbank auf, dessen Wasserspiegel durch das Wehr konstant auf 348 m ü. M. gehalten wird, während der Unterwasserspiegel des Kraftwerks je nach Abfluss der Aare zwischen 330,6 und 335,8 m ü. M. variiert. Ein Dotierkraftwerk im Wehr verarbeitet das in das Flussbett der Aare abgegebene Wasser. Im Bereich des Aufstaus des Kraftwerks mussten Dämme errichtet, da der Wasserspiegel vier bis viereinhalb Meter über der Umgebung liegt. Die Dammkronen der vier Meter breiten Dämme liegen anderthalb Meter über dem Hochwasserstand. In Holderbank befindet sich ein Pumpwerk,▼ das das Sickerwasser der Dämme in die Aare zurückpumpt.
Um zu verhindern, dass durch den verminderten Abfluss im alten Aarebett der Grundwasserspiegel im Bereich der Thermalquellen von Schinznach-Bad absinkt, wurde unterhalb der Therme ein Hilfswehr▼ angeordnet. Das Stauwehr ist als Dachwehr ausgebildet, ein weiteres Dachwehr▼ befindet sich kurz vor der Einmündung des Unterwasserkanals. Es diente als Ableitbauwerk für das Kraftwerk Brugg, nachdem das alte Wehr bei einem Hochwasser 1940 zerstört worden war. Im Rahmen der Sanierung der Aare für einen besseren Geschiebetransport wird untersucht, ob die das Hilfwehr und das Dachwehr entfernt werden können. Zu diesem Zweck wurden im Herbst 2018 umfangreiche Versuche mit abgesenkten Wehren durchgeführt.
Im Maschinenhaus sind zwei vertikale Kaplan-Turbinen mit einer Nennleistung von 23 MW installiert. Wegen baulichen Vereinfachungen haben die Turbinen einen gegenläufigen Drehsinn.